# Bühlchen bei Weißenbach
Das Bühlchen bei Weißenbach gehört mit 537 Metern zu den höchsten Erhebungen am Nordrand des Meißners. Auf seiner Kuppe aus Muschelkalk hat sich auf den flachgründigen Böden ein artenreicher Magerrasen entwickelt, der vermutlich durch die jahrelange Nutzung als Viehweide entstanden ist. Um die von kleinwüchsigen Gräsern, Wacholder, Orchideen und seltenen Pflanzenarten geprägte Fläche zu erhalten, wurde das Bühlchen seit dem Jahr 1938 als Naturdenkmal geschützt und im Jahr 1985 zum Naturschutzgebiet erklärt. Als Teil eines Fauna-Flora-Habitat-Gebiets und eines Vogelschutzgebiets gehört das Bühlchen außerdem zu dem europaweiten Schutzgebietssystem Natura 2000.

## Lage
Der geschützte Bereich liegt südlich von Weißenbach, einem Ortsteil der Stadt Großalmerode im nordhessischen Werra-Meißner-Kreis, zu dessen Gemarkung die Fläche gehört. Westlich führt die Kreisstraße 51 vorbei.
Das Naturschutzgebiet befindet sich im Geo-Naturpark Frau-Holle-Land. In der naturräumlichen Gliederung Deutschlands, die auf der Geografischen Landesaufnahme des Instituts für Landeskunde Bad Godesberg basiert, wird das Gelände den Nördlichen Meißnervorbergen (357.80) zugeordnet, das nach Süden in den Hohen Meißner (357.81) und nach Westen in das Velmeder Tal (357.52) übergeht. Sie gehören als Teileinheiten des Fulda-Werra-Berglands (357) zu der Haupteinheitengruppe des Osthessischen Berglands.

## Natur
Weil die flachgründigen und humusarmen Böden auf der Muschelkalkkuppe des Bühlchen ungeeignet für einen gewinnbringenden Ackerbau waren, dienten die Flächen früher der Mahd und der Beweidung mit Schafen und Ziegen. Durch diese extensive Nutzung und die fehlende Düngung entstand eine schüttere Vegetation mit zahlreichen seltenen und bedrohten Gewächsen, die den Pflanzengesellschaften der Magerrasen basenreicher Standorte zugeordnet werden, die durch Nährstoffarmut gekennzeichnet sind. Sie zählen zu den artenreichsten Lebensräumen in Mitteleuropa und sind besonders blumenreich. Frauenschuh, Fliegen-Ragwurz, Stattliches Knabenkraut, Fransen- und Deutscher Enzian, Kugelige Teufelskralle, Sumpf-Kreuzblume, Wiesen-Leinblatt, Natternzunge, Große Sommerwurz, Vogelfuß-Segge, Großes Windröschen, Katzenpfötchen und Kleinblütige Rose gehören zu den Arten, die den Blütenteppich bilden. An sonnigen und trockenen Stellen kommt auf steinschuttreichem Untergrund die Bunte Erdflechtengesellschaft mit vielen Arten vor. Als bemerkenswert angesehen wurde bei Kartierungen das Auftreten zahlreicher Rote Liste-Arten. Auf dem Bühlchen und den vergleichbaren Halbtrockenrasenflächen im Meißnergebiet sind in den Beständen zahlreiche stark gefährdete und als bedroht geltende Arten gefunden worden. Nachgewiesen wurde auch das Dreizähnige Knabenkraut, eine Orchideenart für das Hessen wegen der arealgeografischen Verbreitung eine besondere Schutzverantwortung besitzt.
Das Landschaftsbild bestimmen die Wacholderbestände. Gegenüber anderen Gehölzen ist der Wacholder sehr konkurrenzschwach und sein Vorkommen beschränkt sich vielerorts auf Standorte die durch Beweidungen entstanden sind. Da der Wacholder ein Gewächs ist, bei dem die Schafe auch schon die jungen Triebe nicht fressen, wurde er zum charakteristischen Merkmal einer Kulturlandschaft, die durch die historische Hutenutzung entstanden ist. Bei fehlender Nutzung verbuschen die Flächen rasch. Durch Pflegemaßnahmen und mit einem Weideprojekt wird versucht, den Charakter der mageren Rasen auf dem Bühlchen auch in Zukunft zu erhalten. Deren Pflanzenartenreichtum bildet die Lebensgrundlage zahlreicher Tagfalter und Widderchen.

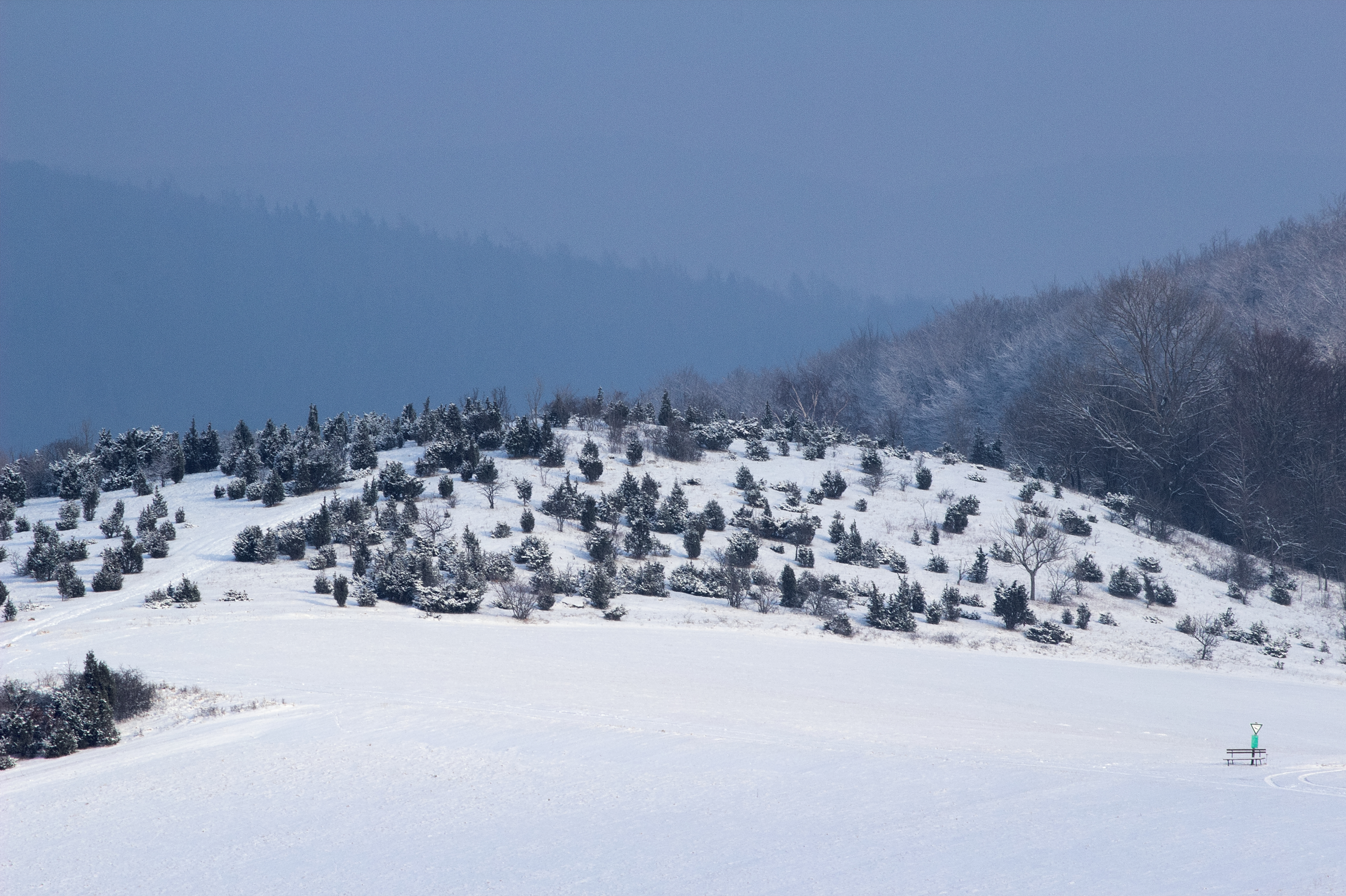
Die Wacholderbestände auf der Muschelkalkkuppe des Bühlchen
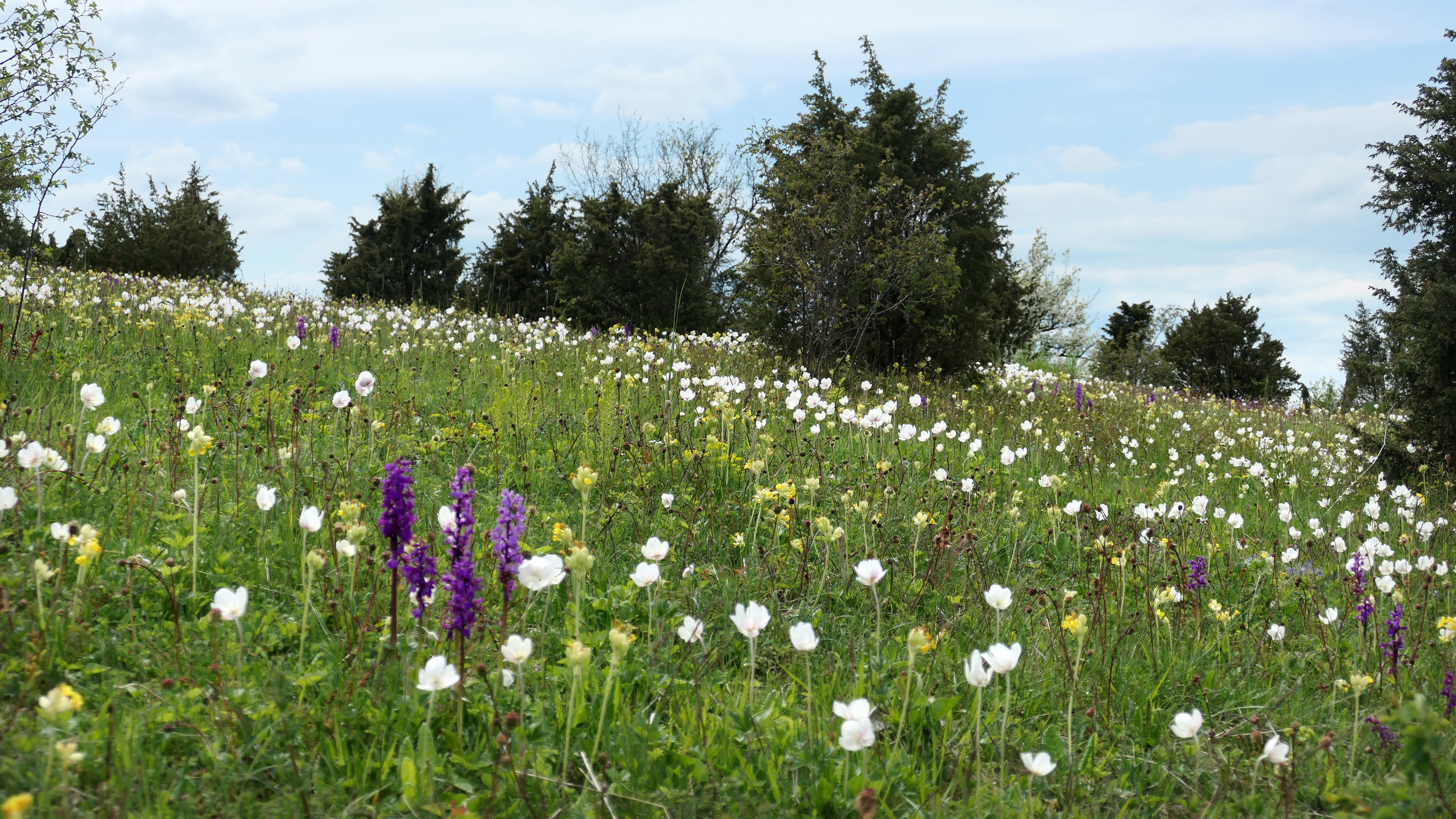
Im Mai dominieren Windröschen, Knabenkräuter und Schlüsselblumen den Blütenteppich
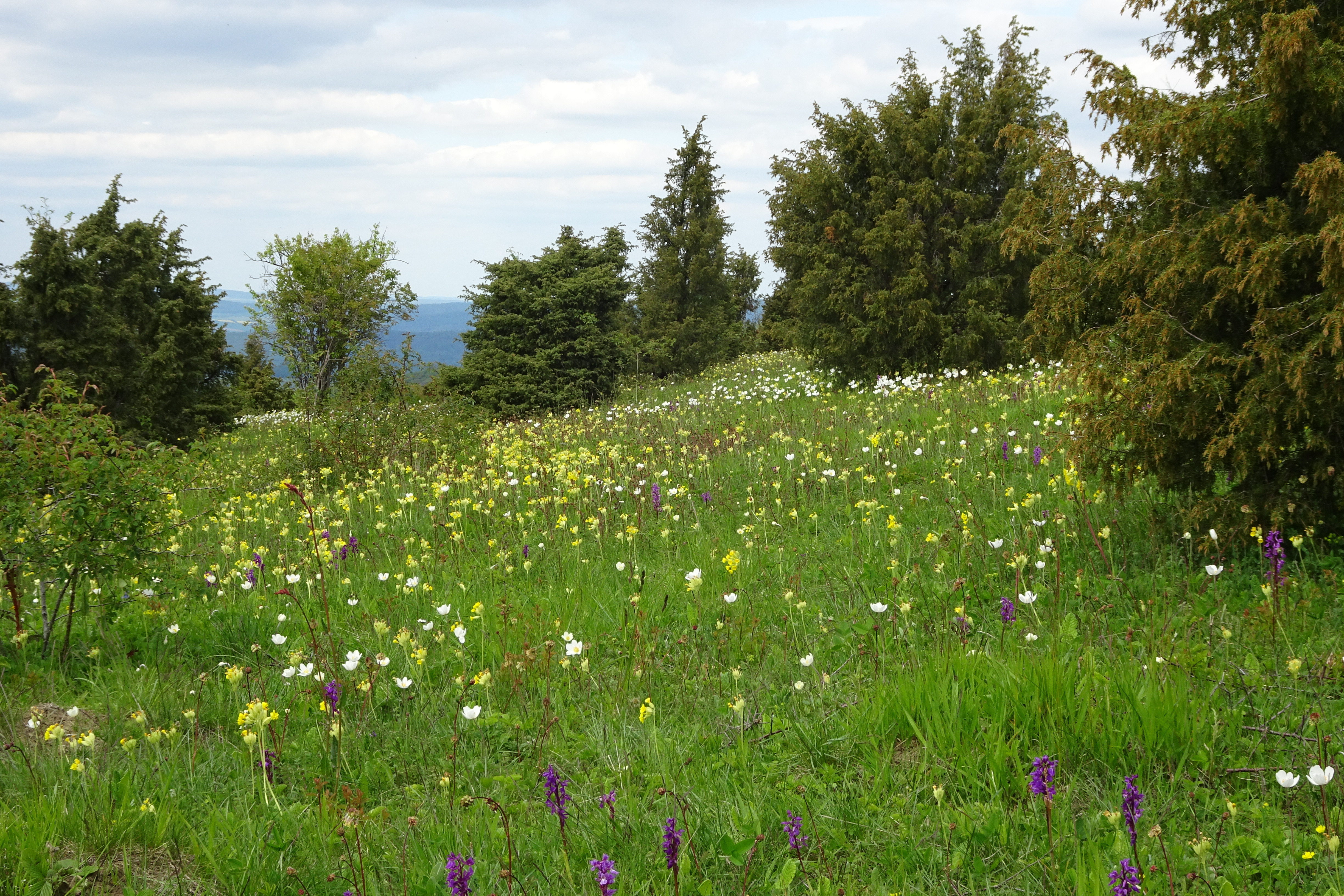
Durch Pflegemaßnahmen und mit einem Weideprojekt soll der Magerrasen auch in Zukunft zu erhalten bleiben

## Schutz

### Naturschutzgebiet

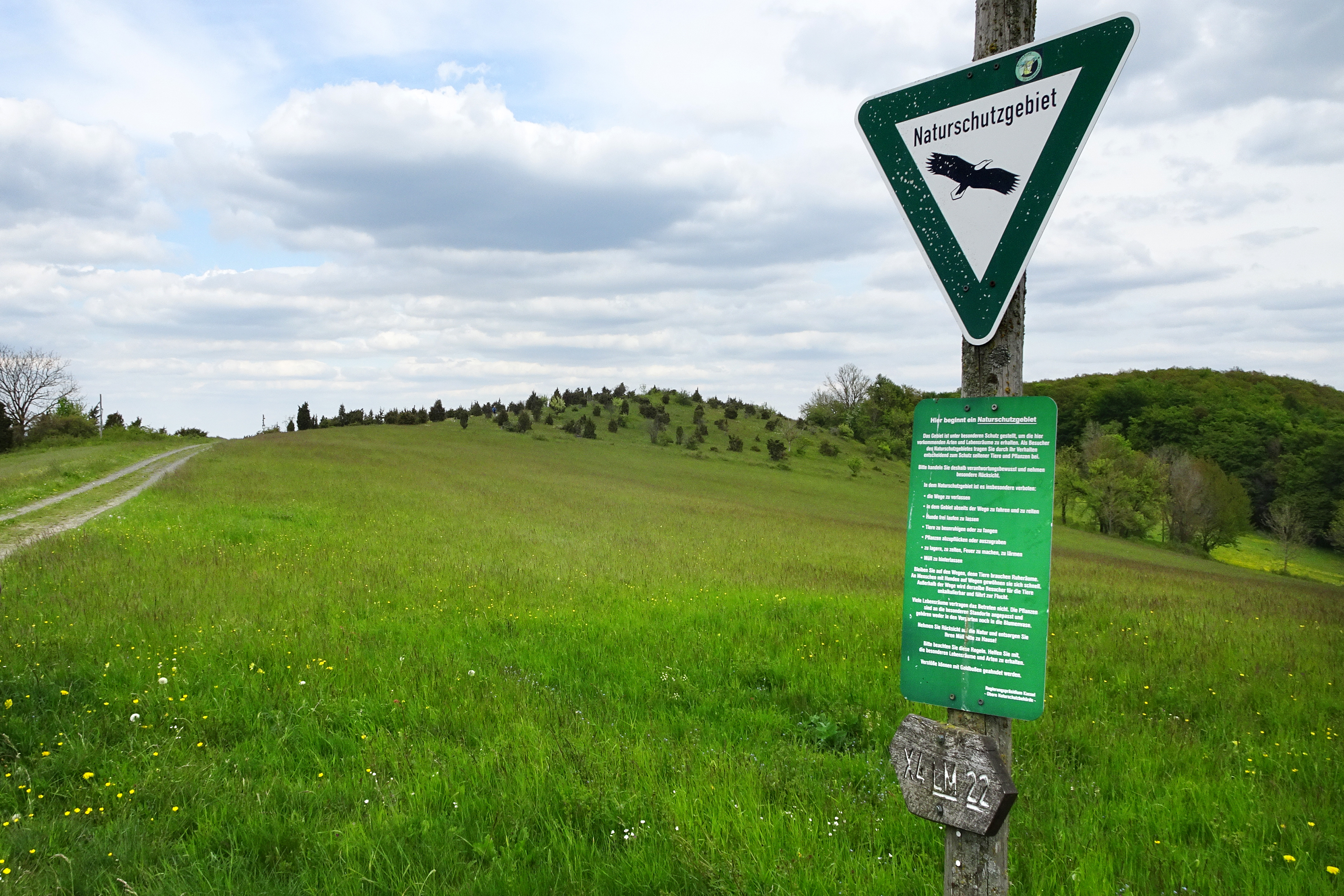
Einige Grünlandflächen im Naturschutzgebiet werden noch extensiv genutzt

Den ersten Schutzstatus erhielt das Bühlchen durch die 1. Nachtragsverordnung zur Sicherung von Naturdenkmalen im Kreise Witzenhausen vom 25. März 1938. Mit Zustimmung der höheren Naturschutzbehörde wurde die Wacholdertrift unter der laufenden Nummer 83 in das Naturdenkmalbuch eingetragen und hatte damit den Schutz des Reichsnaturschutzgesetzes erhalten.
Mit Verordnung vom 30. Oktober 1985 der Bezirksdirektion für Forsten und Naturschutz beim Regierungspräsidium in Kassel wurden dann die Kalkmagerrasenflächen auf dem Bühlchen zum Naturschutzgebiet erklärt. Zweck der Unterschutzstellung war, „den Kalkmagerrasen mit seinen seltenen und teilweise im Bestand gefährdeten Tier- und Pflanzenarten zu erhalten und zu pflegen“. Über die Musterverordnung hinaus blieb, mit Einschränkungen, die extensive Nutzung der Grünlandflächen und die Ausübung der Einzeljagd auf Haarwild gestattet. Das Schutzgebiet mit einer Größe von 7,95 Hektar hat die nationale Kennung 1636012 und den WDPA-Code 162632.

### Fauna-Flora-Habitat-Gebiet
Das Bühlchen liegt innerhalb des aus zahlreichen einzelnen Teilflächen bestehenden Fauna-Flora-Habitat-Gebiets Meißner und Meißner Vorland, das im Rahmen der Umsetzung der FFH-Richtlinie der Europäischen Union im April 1999 der EU-Kommission für das länderübergreifende Netz besonderer Schutzgebiete Natura 2000 gemeldet wurde. Es umfasst neben dem Bühlchen noch die Naturschutzgebiete Meißner, Quellgebiet der Weißen Gelster, Kripplöcher und Hielöcher und weitere Bereiche. Die Gebiete werden von Buchenmischwäldern und kleinparzellierten, strukturreichen Heckenlandschaften geprägt und enthalten Grünland, Bergwiesen, Borstgrasrasen, Magerrasen, Quellsümpfe, Übergangsmoore und Basaltblockfelder. Neben dem Gebietsmanagement und dem damit verbundenen Monitoring forderte die EU eine förmliche Schutzerklärung, die im Januar 2008 mit der „Verordnung über Natura 2000-Gebiete in Hessen“ erfolgte. Das FFH-Gebiet mit einer Größe von rund 2041 Hektar hat die Gebietsnummer 4725-306 und den WDPA-Code 555520067.

### Vogelschutzgebiet
Außerdem liegt das Bühlchen in dem fast 3720 Hektar großen Vogelschutzgebiet Meißner, mit der Gebietsnummer 4725-401 und dem WDPA-Code 555537560. Die Gründe für die Ausweisung waren die Bedeutung des Meißners als Brutgebiet für Vogelarten des Waldes und der naturnahen Waldränder, wie Sperlingskauz, Raufußkauz, Rotmilan, Schwarzstorch, Wespenbussard, Schwarz- und Grauspecht, Raubwürger und Neuntöter sowie die Brutfelsen von Uhu und Wanderfalke. Die Vogelwelt des Bühlchens allerdings besteht im Wesentlichen aus Kleinvogelarten, von denen neben anderen Grasmücke, Heckenbraunelle und Goldammer vorkommen.

## Besucherhinweis
Über das Bühlchen verläuft der Premiumwanderweg P8 des Geo-Naturparks Frau-Holle-Land, der wegen seiner Qualität mit dem Wandersiegel des Deutschen Wanderinstituts ausgezeichnet wurde. Der rund sieben Kilometer lange Rundweg bietet Rundumblicke und einen Wechsel von Offenland und Wald. Wegen einiger Steigungen wird die Tour als mittelschwer eingestuft.